# Scleronema minutum
Scleronema minutum är en fiskart som först beskrevs av Boulenger, 1891.  Scleronema minutum ingår i släktet Scleronema och familjen Trichomycteridae. Inga underarter finns listade i Catalogue of Life.